# Obdacher Sattel
Der Obdacher Sattel ist ein Gebirgspass in der Steiermark. Er liegt zwischen der Packalpe und den Seetaler Alpen auf 955 m ü. A. und verbindet das Lavanttal mit dem Aichfeld. Die Grenze zu Kärnten quert das Lavanttal etwa vier Kilometer südlich.

## Geschichte
Schon in vorrömischer Zeit führte eine Straße über den Obdacher Sattel, sie verband den Draudurchbruch mit dem oberen Murtal und bildete somit eine Alternativroute hin zur Semmeringroute. Jenseits des Obdacher Sattel senkte sich die Straße sehr schnell in das die Alpen querende Murtal hinab. Südlich des Obdacher Sattels aber musste die vorgeschichtliche Straße zahlreiche starke Steigungen überwinden, was dann auch der Grund war, warum sich die Römer mit einem Ausbau Zeit ließen. Dies geschah erst als dieser unbedingt nötig wurde, als nämlich die Truppen einen sicheren und schnellen Weg nach Norden brauchten, um die über die Donau drängenden Germanen zurückzudrängen.
Die alte Straße hatte, natürlich nicht ohne vereinzelte Ausbauten und Verbesserungen der Römer, dem Bergwerks- und sonstigem lokalen Verkehr einigermaßen genügt. Für die Legionen und deren Gerät wurden im 1. Jahrhundert, gewiss aber nicht später als in der Regierungszeit Kaiser Vespasians, teils zusätzliche Straßen geschaffen, teils vorhandene ältere Wege zu Straßen ausgebaut. Dennoch blieb die Leistungsfähigkeit dieser Straßen begrenzt, da die starken Steigungen gerade auf der Südrampe des Obdacher Sattels zusätzliche Gespanne nötig machten. Diese Spanndienste musste die Bevölkerung zumeist ohne eine Gegenleistung übernehmen.

## Verkehr
Die Obdacher Straße (B 78) und die Lavanttalbahn führen über den Obdacher Sattel von Reichenfels in Kärnten nach Obdach in der Steiermark. Die B 78 über den Obdacher Sattel wurde 2005 komplett saniert und der Querschnitt etwas verbreitert. Zwischen Obdach und dem Obdacher Sattel wurde ein Kettenanlegeplatz für LKW und Busse gebaut. Der Sattel ist neben dem Neumarkter Sattel der Hauptverkehrspunkt zwischen Kärnten und den Städten Knittelfeld, Judenburg, Leoben und Bruck an der Mur.